# 2n Festival Internacional de Cinema de Moscou
El 2n Festival Internacional de Cinema de Moscou es va celebrar entre el 9 i el 23 de juliol de 1961. El Gran Premi fou compartit entre la pel·lícula japonesa Hadaka no shima dirigida per Kaneto Shindo i la pel·lícula soviètica Txistoe nebo dirigida per Grigori Txukhrai.

## Jurat
- Serguei Iutkevitx (URSS - President)
- Txinguiz Aitmàtov (URSS)
- Zoltán Várkonyi (Hongria)
- Luchino Visconti (Itàlia)
- Serguei Geràssimov (URSS)
- Karel Zeman (Txecoslovàquia)
- Mehboob Khan (Índia)
- Joshua Logan (USA)
- Leon Moussinac (França)
- Roger Manwell (Gran Bretanya)
- Francisco Piña (Mèxic)
- Walieddin Youssef Samih (Egipte)
- Jerzy Toeplitz (Polònia)
- Huang Guang (Xina)
- Michael Tschesno-Hell (RDA)
- Liviu Ciulei (Romania)
- Borislav Sharaliev (Bulgària)

## Pel·lícules en competició
Les següents pel·lícules foren seleccionades per la competició:
| Títol original                  | Director(s)                                        | País de producció            |
| ------------------------------- | -------------------------------------------------- | ---------------------------- |
| Alba Regia                      | Mihály Szemes                                      | Hongria                      |
| Das Riesenrad                   | Géza von Radványi                                  | RFA                          |
| Das große Wunschkonzert         | Arthur Maria Rabenalt                              | Àustria                      |
| Det store varpet                | Nils R. Müller                                     | Noruega                      |
| Pedjuang                        | Usmar Ismail                                       | Indonèsia                    |
| Wilhelm Tell                    | Michel Dikoff                                      | Suïssa                       |
| Sunrise at Campobello           | Vincent J. Donehue                                 | Estats Units                 |
| Alla vi barn i Bullerbyn        | Olle Hellbom                                       | Suècia                       |
| Tutti a casa                    | Luigi Comencini                                    | Itàlia, França               |
| Hadaka no shima                 | Kaneto Shindo                                      | Japó                         |
| Setea                           | Mircea Drăgan                                      | Romania                      |
| L'enclos                        | Armand Gatti                                       | França, Iugoslàvia           |
| A byahme mladi                  | Binka Zhelyazkova                                  | Bulgària                     |
| Kukuli                          | Luis Figueroa, Eulogio Nishiyama, Cesar Villanueva | Perú                         |
| Kurulubedda                     | L. S. Ramachandran                                 | Sri Lanka                    |
| Chaudhvin Ka Chand              | Mohammed Sadiq                                     | Índia                        |
| Ulaan-Baatart baygaa miniy aavd | Dejidiin Jigjid                                    | Mongòlia                     |
| Bidaya wa Nihaya بداية ونهاية   | Salah Abu Seif                                     | Egipte                       |
| Nebeski odred                   | Bosko Boskovic, Ilija Nikolic                      | Iugoslàvia                   |
| Lửa Trung Tuyến                 | Phạm Văn Khoa                                      | Vietnam del Nord             |
| Den sidste vinter               | Frank Dunlop, Anker Sørensen, Edvin Tiemroth       | Dinamarca, RFA               |
| Das Spukschloß im Spessart      | Kurt Hoffmann                                      | RFA                          |
| Professor Mamlock               | Konrad Wolf                                        | RDA                          |
| The Trials of Oscar Wilde       | Ken Hughes                                         | Regne Unit                   |
| Historias de la revolución      | Tomás Gutiérrez Alea                               | Cuba                         |
| Tumangan River                  | Chen San In                                        | República Popular de la Xina |
| Dziś w nocy umrze miasto        | Jan Rybkowski                                      | Polònia                      |
| Geming jiating                  | Shui Hua                                           | R.P. de la Xina              |
| Skandaali tyttökoulussa         | Edvin Laine                                        | Finlàndia                    |
| Juana Gallo                     | Miguel Zacarías                                    | Mèxic                        |
| Pouta                           | Karel Kachyňa                                      | Txecoslovàquia               |
| Txistoe nebo                    | Grigori Txukhrai                                   | Unió Soviètica               |
| Esta tierra es mía              | Hugo del Carril                                    | Argentina                    |

## Premis
- Gran Premi: 
  - Hadaka no shima de Kaneto Shindo
  - Txistoe nebo de Grigori Txukhrai
- Premi Especial d'Or: Tutti a casa de Luigi Comencini
- Premis d'Or:
  - Professor Mamlock de Konrad Wolf
  - A byahme mladi de Binka Zhelyazkova
- Premis de Plata:
  - Alba Regia de Mihály Szemes
  - Setea de Mircea Drăgan
  - Das Spukschloß im Spessart de Kurt Hoffmann
  - Director: Armand Gatti prr L'enclos
  - Actor: Peter Finch per The Trials of Oscar Wilde
  - Actor: Bambang Hermanto per Pedjuang
  - Actriu: Yu Lan per Geming jiating
  - Director de fotografia: Boguslaw Lambach per Dziś w nocy umrze miasto
  - Decorador Bill Constable i dissenyador de vestuari Terence Morgan per The Trials of Oscar Wilde